# Andrew Deoki
Andrew Indar Narayan Deoki, né à Suva le 21 janvier 1916 et mort à Gosford le 12 juin 1985,, est un avocat et homme politique fidjien.

## Biographie
Après sa scolarité à Suva et à Lautoka, il étudie sept ans à Auckland, en Nouvelle-Zélande, dont il revient diplômé de droit ; il pratique aux Fidji le métier de barrister (avocat plaidant),. Il entre en politique, et siège au conseil municipal de Suva de 1949 à 1956 avant d'être nommé cette même année membre du Conseil législatif des Fidji par le gouverneur Sir Ronald Garvey (en). Il se présente ensuite avec succès comme candidat indépendant aux élections législatives de 1959, demeurant ainsi membre du Conseil législatif. À la suite de son élection, le gouverneur Sir Kenneth Maddocks (en) le nomme représentant indo-fidjien au Conseil exécutif de la colonie, aux côtés de Ratu Kamisese Mara (représentant autochtone) et de John Falvey (représentant euro-fidjien) ; ce jusqu'en 1963, année à laquelle il est réélu au Conseil législatif,. Dans le même temps, il est président durant plusieurs années de la Fédération des Fidji de football.
Toujours sans étiquette politique, il perd son siège de député aux élections de 1966 au profit d'Irene Jai Narayan, la candidate du Parti de la fédération,. Les Fidji obtiennent leur indépendance en 1970 et, pour ses services rendus au pays, Andrew Deoki est décoré cette année-là de la médaille de l'Indépendance, puis est fait officier de l'ordre de l'Empire britannique en 1971,,. Nommé vice-président du Comité au Sucre des Fidji lors de la nationalisation de la très importante industrie sucrière, il refuse de devenir membre d'un parti politique et se présente donc à nouveau sans étiquette, et sans succès, aux élections législatives de 1972. Le Premier ministre Kamisese Mara le nomme alors Directeur des poursuites pénales,.
Il quitte ce poste en 1976 pour émigrer à Brisbane, en Australie, et y pratiquer son métier d'avocat,. Il revient aux Fidji en 1979 lorsque le Premier ministre Mara le nomme sénateur et procureur général. Il prend sa retraite dès l'année suivante et passe ses dernières années en Australie, où il meurt en 1985 à l'âge de 69 ans.